# Мышковец, Егор Владимирович
Его́р Влади́мирович Мышкове́ц (род. 18 октября 1996, Уфа, Башкортостан) — российский мотогонщик, выступающий в мотогонках на льду. Вице-чемпион Европы по мотогонкам на льду, чемпион России в командном зачёте. Мастер спорта международного класса.

## Биография
С 11 лет занимался  мотокроссом в Центре технических видов спорта имени Габдрахмана Кадырова у чемпиона мира по ледовому спидвею Николая Красникова, с 15 лет (сезон 2011/12) – мотогонками на льду. 3 раза становился чемпионом Башкирии по мотокроссу.
Основных успехов достиг в мотогонках на льду. В своем втором сезоне 2012/13 годов в личных соревнованиях представлял Уфу, в командных – команду «Сапсан» (Кумертау) в Высшей лиге (5 место). В составе юниорской команды «ЦТВС» (Уфа) стал серебряным призёром Первенства России, также стал бронзовым призёром Кубка МФР.
В сезоне 2013/14 результаты спортсмена выросли: «Сапсан» стал вторым в Высшей лиге, а «ЦТВС» выиграл юниорское первенство страны.  Сам гонщик стал серебряным призёром чемпионата страны среди юниоров, завоевав путёвку на взрослый чемпионат Европы, где также выиграл серебряную медаль.
В сезоне 2014/15 в финале Личного чемпионата России в Тольятти получил травму ключицы, из-за которой был вынужден пропустить остаток сезона. Команда «ЦТВС» в Суперлиге, где в этом сезоне дебютировал спортсмен, приняв участие в одном из 6 этапов, стала в итоге чемпионом России.
Главных спортивных успехов добился в сезоне 2015/16. Став 6-м в личном чемпионате страны, завоевал путёвку на Личный чемпионат мира, где стал пятым в итоговой классификации. В КЧР команда «Башкортостан» осталась третьей.
Осенью 2016 года ушёл в армию и пропустил зимний спортивный сезон. Проходит службу в Тольятти, где, по иронии судьбы, базируется клуб-соперник Уфы в мотогонках на льду – Мега-Лада.

### Мировая серия Гран-При
| Сезон | 1              | 2              | 3          | 4            | 5         | 6         | 7        | 8        | 9          | 10         | Место | Очки  |
| ----- | -------------- | -------------- | ---------- | ------------ | --------- | --------- | -------- | -------- | ---------- | ---------- | ----- | ----- |
| 2016  | Красногорск 18 | Красногорск 13 | Алма-Ата 8 | Алма-Ата 9,5 | Берлин 11 | Берлин 13 | Ассен 11 | Ассен 12 | Инцелль 12 | Инцелль 10 | 5     | 117,5 |

## Достижения
| - Чемпионат России по мотогонкам на льду среди юниоров: Личный чемпионат России по спидвею на льду среди юниоров — 2 место (2014) Командный чемпионат России по спидвею на льду среди юниоров — 1 место (2014), 2 место (2013, 2016) - Чемпионат России по мотогонкам на льду Командный чемпионат России по спидвею на льду — 1 место (2015), 3 место (2016) | ЛЧЕ — 2 место (2014) ЛЧМ — 5 место (2016) |  |